# Distretto di Duut
Il distretto di Duut è uno dei diciassette distretti (sum) in cui è suddivisa la provincia di Hovd, in Mongolia. Conta una popolazione di 1.287 abitanti (censimento 2010). 